# Ференц Деак (фудбалер)
Ференц Деак (мађ. Deák Ferenc, Будимпешта, 16. јануар 1922 — Будимпешта, 18. април 1998), био је мађарски фудбалер, репрезентативац. Играо је као нападач за клубове као што су Сентлеринц АК, Сентлеринц и Ујпешт Дожа, и који је играо на међународном нивоу за Мађарску, постигавши 29 голова у само 20 утакмица. Његов надимак је био Бамба. Са преко 795 голова на званичним утакмицама постигнутим током своје каријере, од којих је највећи део постигнут током периода Другог светског рата, Деак је седми најбољи стрелац свих времена.

## Клубови
Деак је своју фудбалску каријеру почео као голман, али је после незгодног искуства као голман, наставио да игра фудбал али као нападач. Почео је веома добро пошто је постигао шест голова у свом сениорском дебију 1940. године у месту свог пребивалишта, Пештсентлеринц, играјући за један од локалних тимова, |Сентлоринци АК, у трећој мађарској дивизији, и он је био кључан у помагању клубу да достигне врх 1944. године. Затим је три пута био на врху листе најбољих стрелаца Европе, у сезонама 1945/46 (66), 1946/47 (48) и 1948/49 (59). Најбоља сезона била му је лигашка сезона 1945/46, када је на 34 меча постигао 66 голова и због тога је изабран за најбољег играча године Мађарске. Он и даље држи рекорд за највише голова постигнутих у једној сезони европске лиге са 66 (подржао ИФФХС). У апсолутном смислу, бољи је био само Американац Арчибалд Старк са 67 голова у сезони 1924/25, али су му била потребна 44 меча да би достигао ту цифру. Због ових импресивних бројева на крају га је потписао Ференцварош 1947. године, а за њих је играо као центарфор три године, од 1947. до 1950. године, освојивши шампионат Мађарске на крају сезоне 1948/49. У овој лигашкој сезони, нападачи тима прославили су пола века од формирања клуба (Ференцварош је основан 1899. године) са 140 голова на само 30 мечева, од чега је сам Деак допринео са 59 погодака. Постигао је 155 голова на 111 мечева (121 у 83 меча само у лиги) током три године у зелено-белим.
Деак је од навијача добио надимак „Бамба“ јер је, како се касније присећао у извештају,

“Тако су ме звали чак и у Леринцу, јер, као што је моја добра навика, увек сам на средини терена, на половини терена, очигледно немам шта да радим, али када дође лопта, ја бамбууу, увек се крећем брзо и неочекивано и често бих ишао да постигнем гол, а ово је најлепши начин да се игра фудбал! Али ипак...”

Ferenc Deák
После три године (1947–50) у Ференцварошу, потом је прешао у ривалски Ујпешт (политика је играла улогу у том потезу), а током четири године са љубичасто-белима, ни тамо није престајао да постиже голове, постигао је 53 гола на 77 одиграних утакмица. Последње године своје играчке каријере провео је у Спартакусу из Будимпеште, ВМ Еђетертешу и Шиофоку. „Голман“ Деак има укупно 303 лигашка гола, освојио је три титуле мађарске лиге, а 1997. у Минхену је добио титулу краља гола века.
Године 1999. (постхумно) добио је Награду мађарског наслеђа и постао почасни грађанин Пештсентимре-Пештсентлеринца. Ференц Деак је упамћен по пехару који се сваке године уручује најбољем стрелцу мађарског шампионата, а по њему је назван и прелазни пехар. Основна и спортска омладинска фудбалска база XVIII округа Будимпеште је понела његово име 2007. године. Његово наслеђе Академија Пушкаш чува од 2015. Његов животни роман објављен је 1992. као Бамба, са поднасловом Највећи краљ голова свих времена.

## Репрезентација
Одличан у репрезентацији био је и Деак Бамба, који је од 1946. до 1949. године одиграо 20 мечева за репрезентацију Мађарске, постигао 29 голова, па је имао однос 1,45, што је светски рекорд, и био је тик испред Жиста Фонтејна , који је постигао 30 голова у 21 мечу за Француску у односу 1,43.
Постигао је 3 хет-трика за Мађарску, укључујући четири гола против Бугарске на Балканском купу 1947, где је мађарски тим победио Бугаре са 9 : 0. Овај низ од 4 гола му је помогао да буде најбољи стрелац Балканског купа 1947. са 5 голова пошто је Мађарска освојила турнир у свом првом покушају. Са 9 голова на Балканском купу, он је међу најбољим стрелцима свих времена у историји такмичења. Затим је 1949. новопостављени тренер Густав Шебеш оценио одличног центра као политички непоузданог (исти политички проблеми који су га натерали да напусти Ференцварош 1950. године), па га је избацио из тима и заменио га Хидегкутијем. Бамба је био веома разочаран, јер му је недостајала олимпијска победа Мађарске на Летњим олимпијским играма 1952, меч века 1953, Светско првенство 1954. које је Мађарска скоро освојила и сви успеси који су мађарску репрезентацију тада чинили најбољим тимом на свету.

## Достигнућа

### Клуб
Ференцварош
НБ I:
- Шампион (1): 1948/49.

### Репрезентација
Мађарска
Балкански куп:
- Шампион (1): 1947.

- Најбољи стрелац првенстава: 1946[1]
- Најбољи стрелац лиге (3): 1945/46, 1946/47 и 1948-49[5]
- Голгетер балканске лиге: 1947. са 5. голова.